# SPカイルンゴ
SPカイルンゴ（イタリア語: Società Polisportiva Cailungo）は、サンマリノのカイルンゴをホームタウンとするサッカークラブ。2015-16シーズンはカンピオナート・サンマリネーゼのジローネAに所属。

## タイトル
- トロフェオ・フェデラーレ：1回
  - 2002